# Sierre Woodcutters

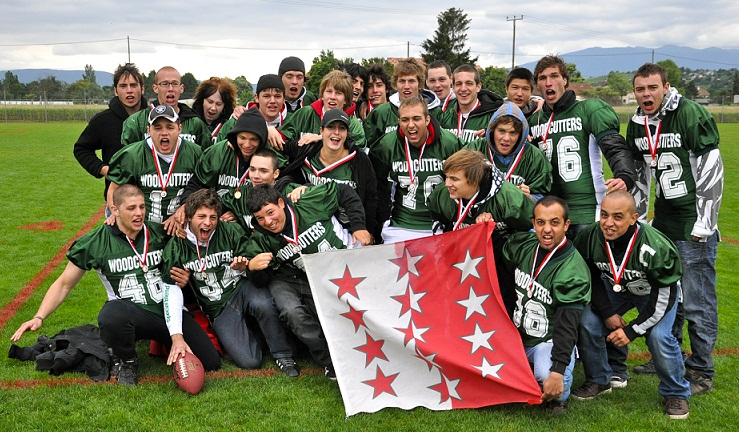
Una foto di gruppo.

I Sierre Woodcutters sono una squadra svizzera di football americano e flag football di Sierre militante in NSFL, fondata nel 2009.

## Dettaglio stagioni

### Tackle football

#### Tornei locali

##### NSFL

###### NSFL Tackle Élite
| Stagione | regular season | regular season | regular season | regular season | regular season | regular season | playoff | playoff | playoff | playoff | playoff | playoff   | playoff    |
|          | Vin            | Par            | Per            | Tot            | PF             | PS             | Vin     | Per     | Tot     | PF      | PS      | risultato | avversaria |
| -------- | -------------- | -------------- | -------------- | -------------- | -------------- | -------------- | ------- | ------- | ------- | ------- | ------- | --------- | ---------- |
| 2015     | 1              | 0              | 7              | 8              | 110            | 306            | -       | -       | -       | -       | -       | -         | -          |
| Totale   | 1              | 0              | 7              | 8              | 110            | 306            | -       | -       | -       | -       | -       |           |            |

Fonte: Sito storico SAFV